# Лесбія

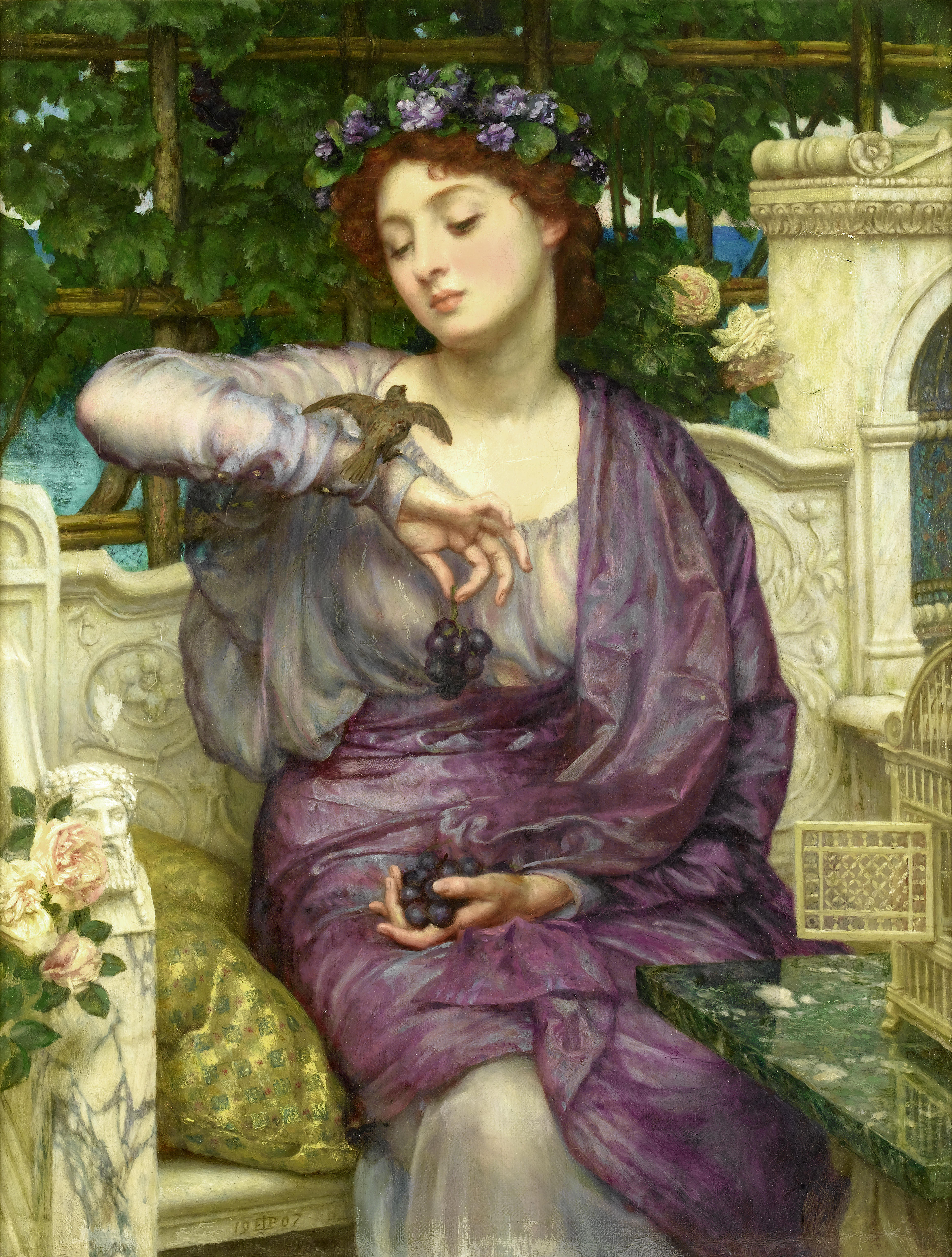
Едуард Джон Пойнтер. «Лесбія і її горобчик»

Лесбія (лат. Lesbia) — псевдонім, яким давньоримський поет Гай Валерій Катулл називає в ліриці свою кохану (50-ті роки до н. е.). З середини XIX століття традиційно вважається, що прообразом Лесбії була скандально відома римська матрона Клодія Пульхра Терція.
Слідами прославленого поетичного циклу ім'я Лесбія стало прозивним, що символізує творчу і одночасно руйнівну силу Жіночності, яка породжує душевний біль і незадоволеність бажань чоловіка через спрямованість потягу коханої не на нього, а на когось іншого. В такому сенсі ім'я Лесбії використовується у творах наступних епох.

## Особистість Лесбії

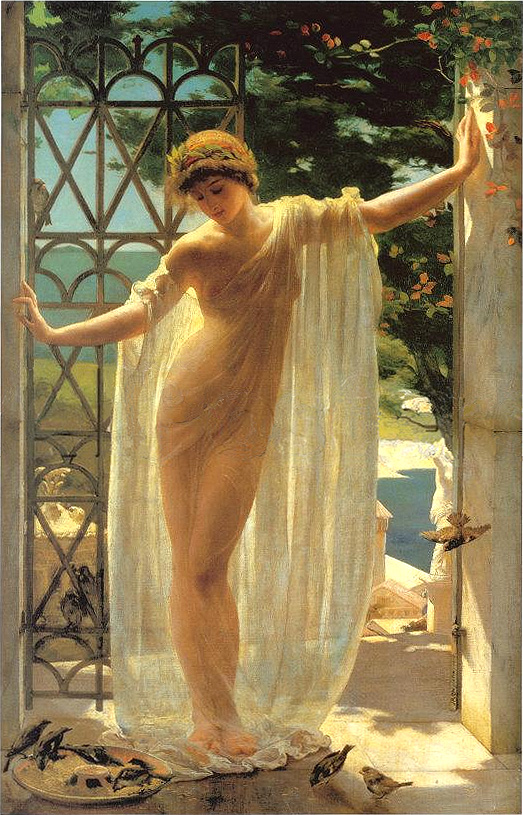
Дж. Р. Веджелайн. «Лесбія»

Про Лесбію немає ніякої достовірної інформації, крім тієї, яку можна виявити у віршах Катулла. Вважають, що їй присвячено 25 з 116 збережених його віршів, в тому числі найвідоміший — «Odi et amo» (Ненавиджу і люблю). Вірші демонструють широкий діапазон почуттів, які відчував поет до своєї коханої: від ніжної любові через смуток і розчарування до гіркого сарказму.
| Ліві лапки | Я і люблю, і ненавиджу. «Як це?» — спитаєш. — Не знаю. Чую, що так воно є. Чую — і мучуся тим. | Праві лапки |

Ким саме була жінка, до якої були звернені одночасно любов і ненависть поета, могло б назавжди залишитися невідомим і викликати питання і припущення дослідників. Сучасний письменник В. Отрошенко так характеризував образ Лесбії, що склався у віршах:

Обставини могли б скластися так, що дослідники ніколи б не встановили, ким була героїня цієї історії. За віршам Катулла, де в образі Лесбии зосереджені одночасно вся чарівна краса небесних богинь і все буйне блядство шинків і провулків Риму, її можна було б представляти ким завгодно — хльоркою з вулиці Субура, якоюсь-небудь вільновідпущеницею, римською гетерою або якоюсь лесбоською дівчиною (мешканкою острова Лесбос) — ось такий точний сенс псевдоніму Lesbia, який Катулл дав коханій.

Проте можна виявити деякі натяки. Крихти додаткових відомостей витягують з творів пізньоантичних письменників. Сідоній Аполлінарій (V століття) згадує про поетичний дар Лесбії: «часто Корінна завершувала рядок за Назоном, Лесбія за Катуллом, etc.» Письменник Апулей (II століття) помітив, що її справжнє ім'я — Клодія (див. нижче). В якій мірі ця інформація заснована на чутках, а в якій — є істинною, оцінити неможливо, тим не менш, зауваження Апулея стало благодатним ґрунтом для створення численних теорій.

### Походження псевдоніму
Вибраний Катуллом псевдонім — жіноче ім'я, що передбачало літературні та еротичні конотації, пов'язані з островом Лесбос, батьківщиною шанованої автором поетеси та композиторки Сапфо. Традиція використовувати вигадане ім'я коханої замість цього була досить поширена. «Це був поетичний етикет: вигаданими іменами користувалися, по-перше, щоб не наврочити, а по-друге, щоб не скомпрометувати особу, що оспівувалася. І це була психологічна гра з самим собою: вона підкреслювала, що поезія і життя — речі різні і що у віршах поет пише не стільки про те, що з ним було, скільки про те, що він хотів би, щоб з ним було», вказує Михайло Гаспаров.
Вважається, що цей псевдонім вперше вжито поетом у вірші, зверненому до коханої, але який при цьому одночасно був перекладом з грецької рядків Сапфо до своєї коханки (див. нижче), тобто псевдонім був придуманий під впливом знаменитих віршів поетеси. Жодних конотацій, пов'язаних з лесбійством, для римського поета цей псевдонім не ніс, ніяких лесбійських алюзій вірші до Лесбії не мають, і ніким з дослідників в наступні століття вони не малися на увазі.

### Клодія Пульхра Терція
Згідно з найбільш поширеною версією, відомої завдяки Апулію (II столітті н. е.), в реальному житті Лесбію звали Клодія. Звинувачений перед судом у чорнокнижництві і розпусній поведінці, Апулей заявив у своїй захисній промові, що якщо він і згадував у своїх віршах реальних осіб, то тільки під вигаданими іменами, подібно до того, як «Катулл називав Лесбією Клодію, а Тіцида Метеллу Періллою, а Проперцій під ім'ям Кінфії приховував Гостію, а у Тібулла була Планія на розумі і Делія на язиці». Припускають, що Апулей черпав свою інформацію з незбереженної праці Светонія De poetis або ж з роботи Галія Юлія Гігіна, який слугував Светонію основним джерелом.
Цю Клодію прийнято ототожнювати з одною з найбільш одіозних сучасниць Катулла — з Клодією Пульхрою Терцією, яка була одружена з покровителем поета Метеллом, своїм двоюрідним братом. Рідна її сестра була в шлюбі з полководцем Лукуллом, зведена — з самим Помпеєм. А її рідним братом був той самий Публій Клодій Пульхр, який проник у жіночій сукні на обряди Доброї Богині і скомпрометував дружину Цезаря, що викликало її розлучення. Саму Клодію звинувачували в інцестуальному зв'язку з власним братом. Відомі два прізвиська Клодії: «Боопіда» (Волоока) і «Квадрантарія» (Вартістю у чверть гроша).

Чезаре Маккарі. «Цицерон виголошує промову проти Катиліни»

Після смерті чоловіка у Клодії був роман з приятелем Катулла, багатим і красивим Целієм Руфом. Вони були коханцями з 59 до 57 року до н.е. і жили в сусідніх будинках на Палатинському пагорбі. Перервавши з ним зв'язок, Клодія через підставних осіб звинувачувала Целія Руфа в спробі її отруєння, а також в інших численних злочинах. Адвокатом обвинуваченого виступив ворог її брата Цицерон, виголосивши на цьому суді в березні 56 р. до н. е. одну з найвідоміших промов — Pro Caelio. Більшість непривабливих фактів біографії Клодії відомо саме з цієї промови. Цицерон характеризує її як «загальну подружку» і як особу «не тільки знатну, але і загальновідому», згадує про її інцест, коханців і підозрілу смерть чоловіка. Целій був виправданий, а репутація Клодії — знищена. Після цього ніякої інформації про життя Клодії не з'явилося. Відомо тільки, що 44 р. до н. е. вона була ще жива (існує запис про те, що цього році вона має якісь ділові переговори про нерухомість із тим же Цицероном). Жоден з сучасних Катуллу письменників не згадує її ім'я у зв'язках з поетом.
Версія про те, що згадана Апулеєм два століття потому Клодія є Клодією Пульхрою Терцією, була введена до наукового обігу 1862 року німецьким вченим Л. Швабе (Ludwig Schwabe). Головні коментатори XIX століття прийняли реконструкцію Швабе, і хоча Хевлок кинув виклик багатьом з цих припущень, коментатори другої половини XX століття, в тому числі і Михайло Гаспаров, все ще здебільшого дотримуються саме цієї версії.

## Вірші до Лесбії
Вірші до Лесбії збереглися у знайденому в Середньовіччі манускрипті у Вероні. Цей збірник — «Книга Катулла Веронського» — був довільно складений якимсь його веронським земляком у період пізньої античності і містить 116 віршів, розташованих поза будь-якої хронологічної послідовності та датування. Цикл віршів до Лесбії розкиданий по книзі безладно, тому історію відносин з Лесбією доводиться реконструювати.

### Список віршів до Лесбії
Будемо жити, моя Лесбіє, будемо одне одного любити,

пересудів і пліток ми знаємо копійчану ціну.

Призахідне сонце сходить зранку, але не бути

нам знову на землі - короткому життю приходить на зміну

безпробудна ніч. Поцілуй мене тисячу разів

і ще сотню раз, знову тисячу, знову сотню,

і ще, і ще - щоб погане і заздрісне око

порахувати поцілунки не змогло і багатства не забрало.
Вірші про Лесбію датуються здебільшого 57—55 рр. до н.е. Дослідники вказують, що не потрібно вважати Лесбію єдиною (або «єдиною справжньою») любов'ю Катулла і відносити до неї всі, які можна, безіменні любовні згадки в його поезії. Лесбія згадується за іменем тільки в 13 віршах Катулла. Датувати більшість з них неможливо, але багато вочевидь написані перед іншими. Зразкове хронологічне розташування (за М. Гаспарову):
1. (№ 51) «Лесбіє, тільки я тебе побачу, як весь обмираю, — вірно, це від неробства!».
2. (№ 5) «Лесбіє, будемо цілуватися, не рахуючи поцілунків, — щоб не наврочили!»
3. (№ 7) «Запитаєш, Лесбіє, скільки поцілунків вистачить мені»
4. (№ 86) «Квінтія — і та гарна лише частинами, а моя Лесбія — вся»
5. (№ 43) «Як, якусь дівку хтось порівнює красою з моєї Лесбії?»
6. (№ 92) «Лесбія мене сварить — значить, кохає: провалитися мені, адже я теж!»
7. (№ 83) «Лесбія сварить мене перед чоловіком — тим гірше, якщо йому невтямки, що це означає!»
8. (№ 79) «Лесбія воліє мене іншим, а у нього смердить з рота!»
9. (№ 87) «Лесбіє, я тебе кохав і був вірний, як ніхто!»
10. (№ 107) «Лесбія знову поступилася моїм бажанням — о, блаженство!»
11. (№ 72) «Я тебе кохав, Лесбіє, не як коханку, а як рідну; але тепер я знаю тебе, і хоч кохаю, але вже не так по-доброму»
12. (№ 75) «До того ти мене довела, що вже не можу по-доброму, але не можу і не кохати»
13. (№ 58) І нарешті: «Лесбія, так колись мною кохана, блудить тепер у підворіттях!»

До цього ряду примикає ще десяток віршів. Ім'я в них не згадано, але перегук мотивів, а також аналіз вживаних епітетів, прив'язує їх до попередніх (з чим погоджуються практично всі тлумачі, спираючись на лінгвістичні порівняння):
- (№ 2) «Ах, милий горобчик, над яким мила розважає своє ловлення!»
- (№ 3) «Бідний горобчик, ти помер, і очі милої тепер заплакані!»
- (№ 70) «Мила клянеться мені у вірності — але такі клятви писані на воді»
- (№ 109) «Мила пропонує мені любов на все життя — о, якщо б вона могла виконати обіцянку!»
- (№ 104) «Не можу сказати поганого слова про милу: якщо б міг, мені стало б легше»
- (№ 36) «Ми примирилися — спалимо за обітницею купу поганих віршів, тільки не своїх, а чужих!»
- (№ 85) «І ненавиджу і люблю одночасно — яка мука!»
- (№ 91) «Геллій, навіщо ти вступив у зв'язок з тією, до кого мене снедала зла любов»
- (№ 37) «Дівчина, яку любив я більше всіх у світі, тепер навперебій кохається з багатіями»
- (№ 76) «Я був чесний в любові — надайте ж мені, боги, допоможіть вилікуватись!»
- (№ 8) «Кріпись, Катулл: вона не любить — не люби і ти, їй же гірше!»
- (№ 11) «Передайте їй, друзі: нехай надриває всіх своїх коханців, але про мене забуде: вона підкосила мене, як квітка»

Крім того, ряд паралелей з віршами до Лесбії, важливих для розуміння їх літературного контексту та датування, а також співвідношення реальної особистості Катулла і його ліричного героя, мають кілька любовних віршів Катулла, звернених до Ювенції.

### Перший вірш до Лесбії
Хронологічно першим віршем циклу, зверненого до Лесбії, вважається № 51 — з тієї причини, що з нього з наочністю видно, яким чином поет винайшов псевдонім для своєї коханої. Де-факто воно є перекладом Катулла латиною грецького вірша Сапфо. Лесбоська поетеса звертає свої рядки до своєї ж лесбоської коханої, яку ревнує до чоловіка, і не називає її по імені. Катулл в цю оду вніс безліч довільних змін і доповнень. У тому числі він увів до неї і це звернення, перетворивши характеристику адресата віршів в її особисте ім'я — Лесбія. Деякі дослідники навіть припускають, що сама любов до конкретної жінки ще не ввійшла в життя Катулла, а ім'я для неї він вже придумав. Як би то не було — з'явилася реальна Лесбія в момент написання цих віршів або вже пізніше, ім'я поетові полюбилося.
У своєму вірші Катулл різкіше, порівняно з Сапфо, підкреслює суб'єктивні моменти почуттів і закінчує резонуючою сентенцією, додаючи ще одну строфу, де лає себе за лінь, яка, на його думку, стала стимулом його почуттів: «Неробство, друже Катулл, для тебе — отрута. / Неробство — почуттів в тобі пробуджує буйство. / Неробство і царів і столиць щасливих / Багато згубило».

### Горобчик Лесбії
Найпам'ятнішим атрибутом Лесбії став її ручний горобець, оспіваний Катуллом у двох звернених до неї віршах (№ 2 і № 3). Обидва вірші були дуже популярні серед римської аудиторії. Господиня горобця у віршах не названа за іменем, але вже древні не сумнівалися, що це Лесбія (див. наприклад Марціал 7:14: «...улюблена ніжним Катуллом, / Плакала Лесбія, ласк пташки своєї позбавлена»).

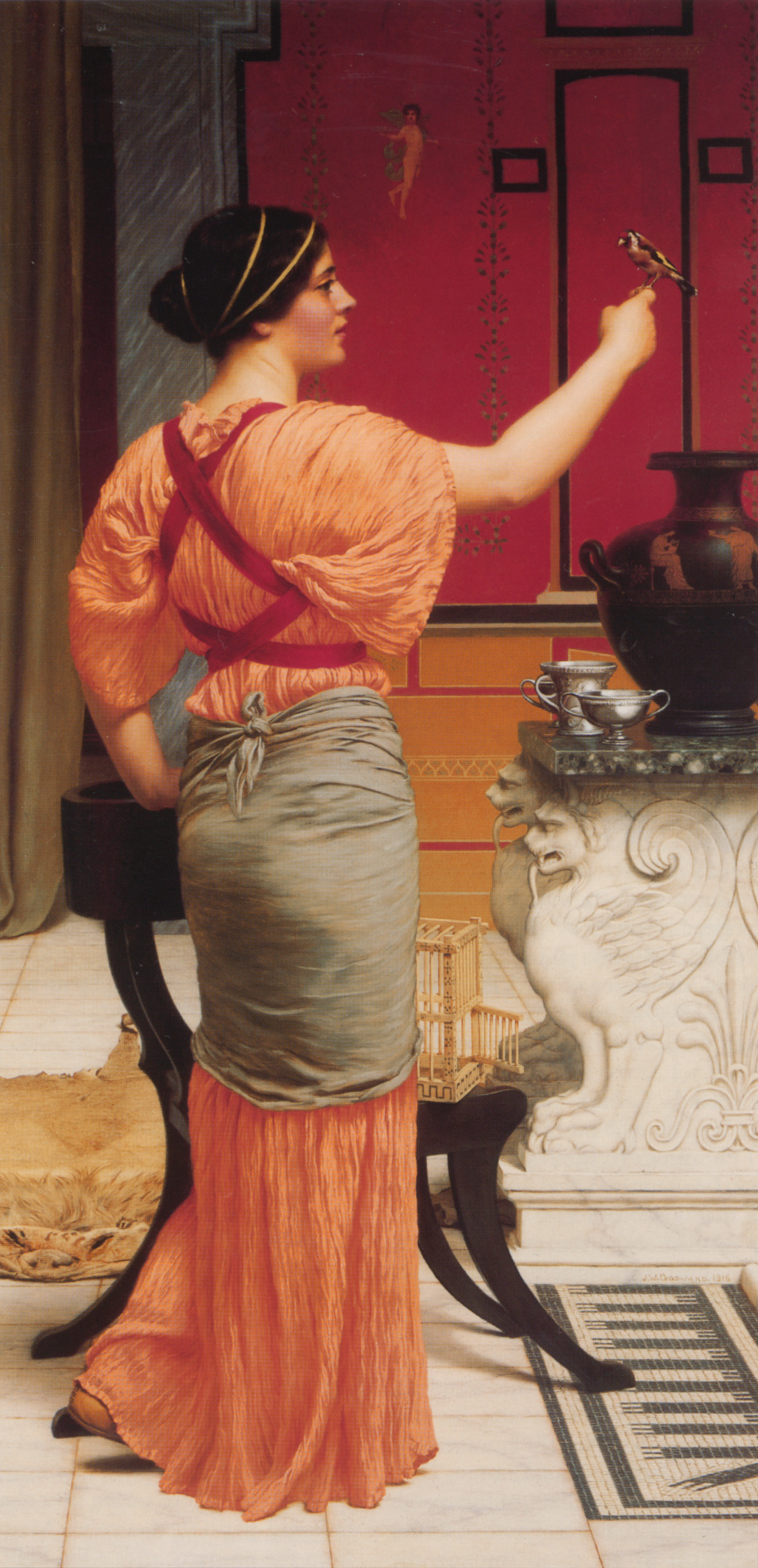
John William Godward.
«Лесбія з горобчиком»

У вірші № 2 поет просто заздрить горобцю, який може в будь-який момент пурхати по тілу його коханої. Вірш № 3 являє собою віршований некролог на смерть пташки. У ньому Катулл «пародіює поминальний плач і надгробні промови, вносячи ті ж нарікання на стислість життя, ті ж повтори, ті ж пестливі і зменшувальні іменники і т. д., але всі ці засоби художнього вираження дані в жартівливо-лагідному тоні». Горобець був присвячений Венері (зокрема, на колісниці, запряженій горобцями, богиня є в гімні Сапфо) і особливо годився до героїв любовного вірша. «Горобчик» було пестливим словом у закоханих ще в комедіях Плавта.

Плач, Венеро! плачте, Купідони!

Плачте, люде витончені й чемні:

Вмер горобчик милої моєї,

Вмер горобчик, що вона любила

І як свого ока доглядала.

Був він ніжний і ласкаву пані

Знав, як доня малолітня матір:

На її колінах завжди бавивсь

І, стрибаючи навколо неї,

Щебетанням вірним озивався.

А тепер і він пішов до краю,

Звідкіля ніхто ще не вертався...

Хай во віки ти не діждеш долі.

Попідземна темряво несита!

Ти нам радість нашу відібрала...

Горе й нам, горобчику сердечний!

Через тебе дорогі очиці

Од плачу, од сліз почервоніли..
Сучасна перекладачка Рахель Торпусман у своїх коментарях до цього вірша повторює курйозну думку Анджело Поліціано, згідно з яким «в цих фривольних віршах Катулл, пародіюючи урочисті гімни на честь богів, під ім'ям „горобчика“ зображує одну з частин власного тіла. Однак ефект подвійної інтерпретації нерідко вводить читачів в оману, і ці вірші сприймалися лише як звернення до реальної птиці». Деякі дослідники вважають, що, враховуючи те, що поезія Катулла сповнена фривольностей і двозначностей, ця версія має право на існування, але більшість авторитетних коментаторів Катулла (В. Кролль, Р. Елліс та інші) вважають її абсурдною і не вважають за потрібне обговорювати.
Поминальний плач за горобчиком був надзвичайно популярний не тільки в римську епоху, але і пізніше, і викликав наслідування, зокрема:
- Овідій, елегія «На смерть папуги» своєї коханої Корінни.
- Джон Скелтон, вірш «Phyllyp Sparowe» на смерть горобця Джейн Скроуп (1505)
- Дельвіг, «На смерть собачки Аміки» (1821)[23].
- А. Востоков, «На смерть горобця» (Дашеньки)[24]

У європейському живописі другої половини XIX століття Лесбія зображується саме в компанії горобців. Крім того, в честь Лесбії свого часу було названо сімейство колібрі — колібрі-шлейфоносці (латинська назва — Lesbia).

### «Ненавиджу і люблю»
Двовірш № 85 Odi et amo («Ненавиджу і люблю»), написаний в період чергового розладу поета з коханою, входить до золотого фонду світової поезії і є найчастіше цитованим його твором.

## Історія кохання Лесбії та Катулла

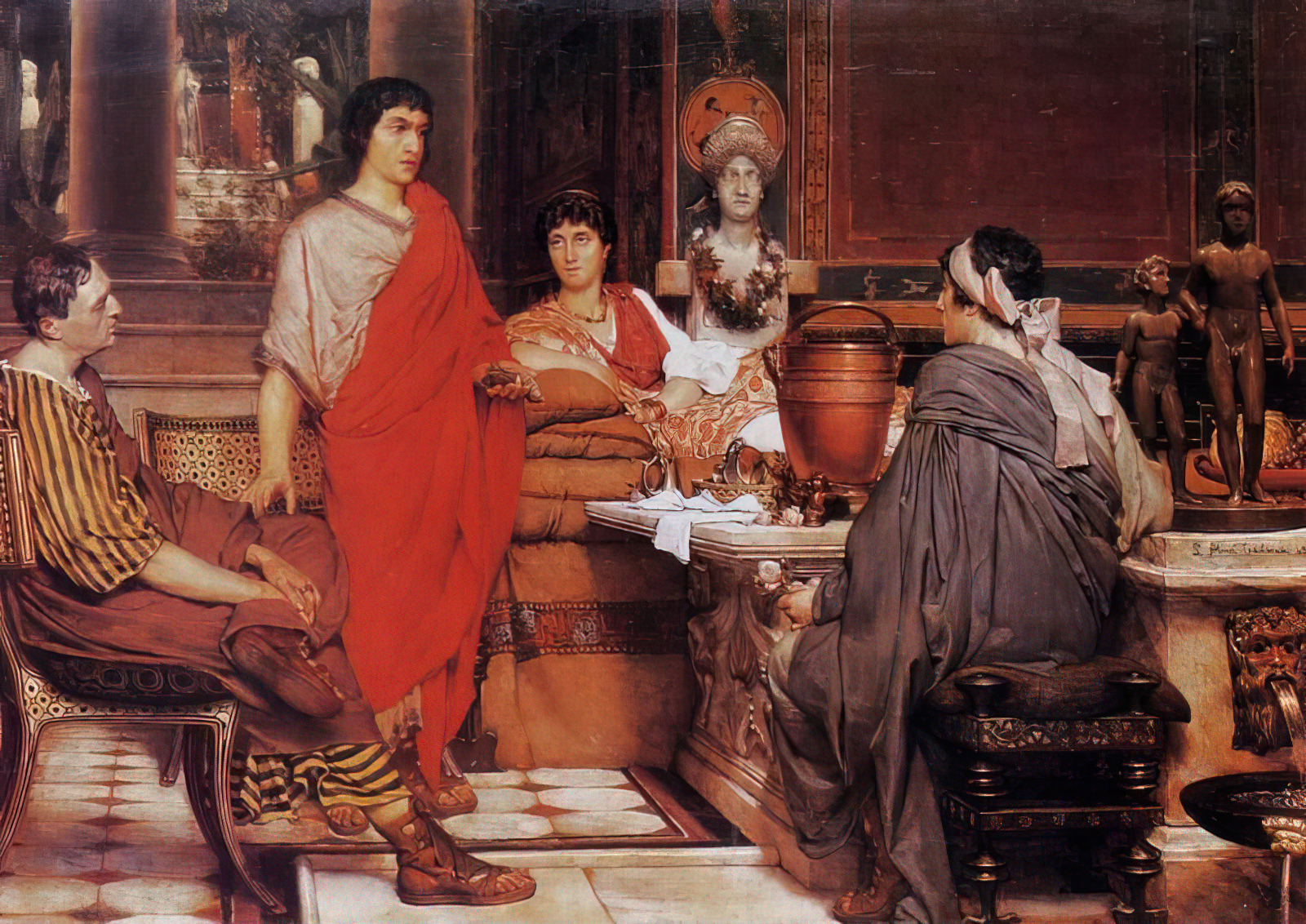
Лоуренс Альма-Тадема. «Катулл у Лесбії»

Дослідники відзначають, що яскраво особистий характер любовної лірики Катулла викликає спокусу розглядати його вірші як «людські документи» і використовувати їх у психолого-біографічному плані.
Такі спроби нерідко робилися у белетристичній формі, наприклад, у романізованих біографіях Катулла. Але і наукові дослідники також займалися відновленням любовної історії Катулла і Лесбії. Застосовуваний механізм такий: вірші комбінуються з біографічними відомостями про передбачувану героїню — Клодії Пульхре Третьої, і таким чином, встановлюється історія і хронологія любовних відносин Катулла і Клодії до і після його подорожі до Віфінії.
Відповідно, вірші розміщуються за окремими етапами «роману» — від перших несміливих надій і щастя взаємної любові крізь ревнощі, сварки і примирення до подальшого душевного роздвоєння і остаточного розриву. «Біографічна цінність подібних відновлень залишається все ж досить умовною, тим паче, що завдання це допускає, як показав досвід, різні рішення», вказують історики античної літератури.

### Біографічні відомості про Катулла
Відомі події життя Катулла такі: близько 61—60 року до н. е. Катулл прибуває до Риму і надходить у свиту сенатора Квінта Метелла Целера, який одружений з Клодією. У ранній римський період, як видно з його елегії № 68, присвяченій якомусь Аллію, у нього була зовсім інша любов — candida diva, як він її називає. Вона була жінкою Аллія, в будинку якого Катулл оселився, переїхавши з Верони в Рим. Поет згадує про цю пору з захопленням. Богиню і пані вони ділили з Аллієм на двох, це була їх communis amor. Катулл був безмірно вдячний одному і потім із задоволенням згадував цей час.
Катулл до часу свого приїзду в Рим і зустрічі з Лесбією був безвісним провінціалом, який не володів ні родовитістю, ні багатством, ні римським громадянством. Саме таким він, ймовірно, і представлявся Квінту Метеллу Целеру, сенаторові, який походив із знатного римського роду і який був обраний 60 року консулом. По приїзду до Риму Катулл опинився в його свиті не випадково: буквально щойно, 62-61 роках, Метелл обіймав посаду намісника батьківщини веронца Катулла Передальпійської Галлії, і для Катулла, як вихідця з цієї провінції, було природно шукати у нього заступництва в Римі.
Мабуть, Катулл чудово освоївся в столичних літературних і світських колах, де він незабаром зустрівся з майбутньою героїнею своїх віршів — Лесбією, незалежно від того, була нею Клодія чи ні. У свиті сенатора Метелла Катулл залишався недовго, близько року. 59 року до н. е. його заступник несподівано помер, отруєний, на переконання деяких сучасників, власною дружиною. (Якщо Клодія була Лесбією, то її роман з поетом почався ще до смерті чоловіка, оскільки в одному з віршів Катулл згадує, що улюблена лає його в присутності чоловіка, а той і не підозрює, звідки такі пристрасті). Після смерті сенатора Метелла Катулл переходить до свити іншого сенатора — Гая Меммія, і через деякий час вирушає з ним до малоазійської Віфінії. В житті Клодії в цей момент розгортаються події роману з Целієм, відомі з промови Цицерона (про співвідношення хронології історій Лесбії і Клодії див. нижче). Розгромний процес Цицерона передує прощальному віршу Катулла, в якому він остаточно пориває з Лесбією. Через кілька років після цього він помирає.

### Реконструкція любовної історії
Безвідносно ототожнення Лесбії з Клодією і конкретних дат, присвячений Лесбії поетичний цикл має свою внутрішню хронологію, яка очевидна з емоцій, що переповнюють автора: безтурботно-щасливий початок, люті ревнощі, викриття в невірності, жорстокі сварки, прокльони, клятви, сльози, радісні примирення, нарешті, остаточний розрив.

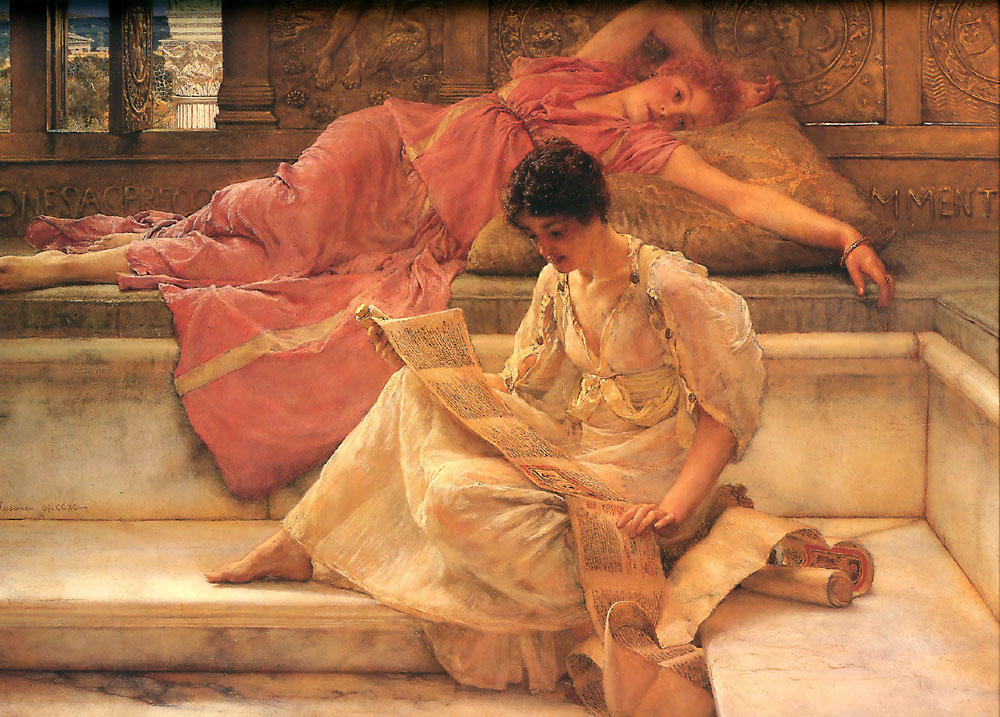
Лоуренс Альма-Тадема. «Улюблений поет»: давня римлянка читає сувій з віршами

Дослідники античної літератури характеризують зміну настроїв у циклі віршів: «в швидкому чергуванні сентиментальності та іронії, пафосу і резонерства, вкрадливості і запалу розгортаються вірші про горобця коханої, про смерть горобця, про жагу незліченних поцілунків». Це ті твори Катулла, які користувалися особливою славою у давнину, і в Новий час і викликали велику кількість наслідувань і переробок у «галантній ліриці» Ренесансу і наступних століть. Надалі жартівливі тони змінюються більш похмурими, і основним мотивом стає розлад почуттів, презирство до тієї, яка не зуміла належним чином відповісти на глибоку любов, і нездатність придушити пристрасть, що все більш розгорається.
Стадії їх відносин такі:
1. Трепетна закоханість Катулла
2. Щаслива взаємність
3. Сварки
4. Примирення
5. Катулл дізнається про зради Лесбії
6. Гірка лють і уїдлива злість Катулла
7. Заспокоєння, підбивання підсумків і остаточна відмова.

| Період відносин                                                         | №                                  |
| ----------------------------------------------------------------------- | ---------------------------------- |
| Любовні вірші до Лесбії                                                 | № 2, 3, 5, 7, 13, 51, 87, 107, 109 |
| - Вірші, які порівнюють її з іншими жінками                             | № 43, 86                           |
| Вірші про їхні чвари                                                    | № 36, 83, 92, 104                  |
| - Згадка наявності у Лесбії чоловіка                                    | № 83                               |
| Вірші про її зраду Катуллу, його ставлення до цього і примирення        | № 8, 68, 70, 72, 75, 76, 85        |
| - Роман Лесбії з Лесбієм                                                | № 79                               |
| - Роман коханої поета (Лесбії?) з Геллієм                               | № 91                               |
| - Роман коханої поета (Лесбії?) з Егнатіусом, який «чистить зуби сечею» | № 37                               |
| Люті і уїдливі вірші проти Лесбії                                       | № 37, 58, 79                       |
| - Остаточне прощання                                                    | № 11                               |

## Ідентифікація Лесбії з Клодією Пульхрою Терцією
Існують супротивники ототожнення Клодії Пульхри Терції з Лесбією. На користь обох версій наводяться наступні аргументи:

### Доводи «за»
- свідоцтво Апулея з приводу імені «Клодія»
- безсумнівне знайомство Катулла з Клодією Пульхрою Терцією — дружиною його покровителя
- погана репутація Клодії, яка виправдовує різкі епітети, звернені до Лесбії
- інтимний зв'язок Клодії Пульхри Терції з її братом Публієм Клодієм Пульхром (відомий з промови Цицерона), має аналогію з віршем № 79, де описується зв'язок Лесбії з якимсь Лесбієм. Крім того, важливо, що перший рядок вірша на латині звучить: Lesbius est pulcher. Quid ni? Quem Lesbia malit, тобто Катулл, можливо, граючи словами, вживає стосовно суперника слово «красивий» — pulcher, яке повністю збігається з однією з частин ім'я Публія Клодія Пульхра — лат. Publius Clodius Pulcher.

### Доводи «проти»

#### Хронологічні рамки
Головним аргументом, який змушує задуматися супротивникам ототожнення, виявляються хронологічні рамки.
Всі мізерні і нечисленні датування у віршах Катулла відносяться до 60-55 років (і здебільшого до 57-55 років) до н.е. Єдиний хронологічний натяк у віршах про Лесбію (останнє з циклу — № 11 з надривним прощанням) — до 55 року. Цього вірша було написано не раніше 55 року, або навіть пізніше, тому що саме 55 року Цезар з величезним військом здійснив перший перехід через Альпи. Саме цю подію згадано у третій строфі: «sive trans altas gradietur Alpes,/ Caesaris visens monumenta magni» (Чи перейду Альп крижані кручі, / Де поставив знак знаменитий Цезар).
Між тим, Клодія овдовіла тільки 59 року до н. е. і до цього дня вела себе стримано. Після смерті чоловіка її коханцем став Целій, причому його навіть підозрювали в тому, що він допоміг коханій жінці отруїти чоловіка. З Целієм вона провела 59-57 роки. Роман Катулла можна було б помістити в той проміжок часу, коли Целій і Клодія, розірвавши стосунки, готувалися до судового процесу. Однак відомо, що як раз в цей час Катулла не було в Римі. У 57 році він поїхав на Схід, до Віфінії, з претором Гаєм Мемміем, до свити якого він перейшов після смерті Метелла.
57-56 роками до н. е. Катулл все також залишається у Віфінії, а 56 року відбувається судовий процес, після якого Клодія зовсім зникає з поля зору — або вмирає, або віддаляється на вимушений спокій. Вірша № 11 написано після 55 року, тобто «злі і останні слова» були сказані поетом вже після судового процесу. Однак за загальним переконанням дослідників Клодія вже не могла бути в цей час коханкою Катулла, бо процес круто змінив її долю, якщо навіть не призвів до її раптової смерті. Та й сам Катулл, що страждав, як випливає з деяких її віршів, сухоти, був тоді на порозі смерті, що послідувала імовірно 54 року до н. е.
Отже, якщо Клодія була Лесбією, то її роман з Катуллом — лише коротка проміжна або попутна інтрижка досить раннього часу, а вірші про неї Катулла (принаймні, деякі) — твори дуже пізні, тобто — писалися «по слідах». Михайло Гаспаров пропонує таке вирішення проблеми: «виникає питання: чи зобов'язані ми уявляти собі любовні вірші Катулла миттєвими відгуками на події в його стосунках із Клодією? Чи не можна уявити, що багато з них були написані пізніше, за спогадами, ретроспективно» і наводить як приклад ретроспективні любовні вірші Фета. Це припущення залишається всього лише версією, з якої не поєднується полум'яне гаряче почуття у віршах Катулла, яке навряд чи змогло б бути настільки гарячим у віршах, написаних з пам'яті.

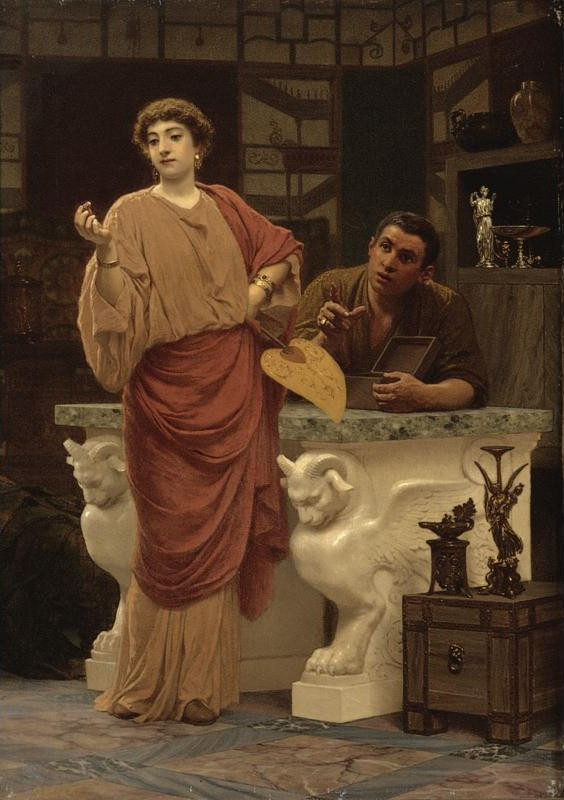
«Маленька коштовність»,
худ. Степан Бакалович

#### Соціальні фарби
Другий важливий момент — соціальні фарби віршів. Гаспаров зазначає: «Реальна Клодія була знатною жінкою, за соціальним станом стояла набагато вище безрідного молодого веронця. Але у віршах Катулла ніде, ні разу не з'являється погляд на Лесбію знизу вгору».
Поет говорить про неї як про рівну або як про нижчу. «Забудемо на хвилину те, що ми знаємо від Апулея і Цицерона, і уявімо собі Лесбію такою, якими були звичайні героїні античної любовної лірики — гетерою, напівсвітською утриманкою: і жоден катулловський мотив не буде цьому суперечити. Більше того: іноді Катулл прямо стилізує Лесбію під продажну жінку — ось він переборе свою любов (№ 8), і як ти будеш жити тепер?... кого любити? кому скажеш „твоя!“? кого будеш цілувати? кого кусати в губки?. У вірші № 58 його Лесбія блудить у підворіттях, а у вірші № 37 зображується (щоправда, безіменно) шинкарською дівкою, яку одна компанія відбиває в іншої».

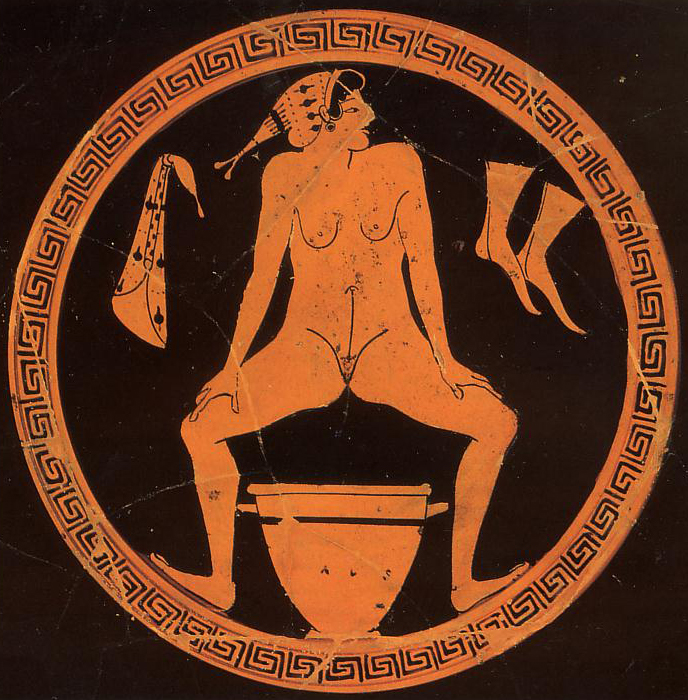
Зображення гетери на давньогрецькій вазі

Важко уявити таке звернення до дружини сенатора, внучці і племінниці консулів, своячці двох наймогутніших і знатних осіб Рима того часу — Помпея і Лукулла. Не відчувається і різниця у віці — а реальна Клодія була приблизно на 10 років старше Катулла. Крім того, якщо вірити Сидонію, Лесбія писала вірші — а про Клодію подібного не відомо.
Це особливо цікаво в порівнянні з віршами до попередньої любові поета — дружини Аннія (ім'я якої в історії Риму не залишило жодного сліду) до якої він відноситься підкреслено шанобливо: прямо називає її — «dominae», що означає «пані; господиня будинку; дружина».
Гаспаров, який вважає ототожнення Клодії з Лесбією вірним, вважає таке простацьке звернення до Лесбії літературною грою. Пропоноване Гаспаровим рішення полягає в тому, що Катулл стилізував Клодію під гетеру навмисне, оскільки «саме гетера була для античного суспільства наставницею в „науці любові“ — і не тільки тілесної, але і, як це не несподівано, любові духовної. І антична поезія не хотіла забувати про цю школу». І, тим не менш, вчений сам дивується: «любов до світської жінки виявляється у Катулла загримованою під любов до гетери — і це у поета, для якого „столичність“ була понад усе!». Інших вчених, в першу чергу Хевлока, ці ж аргументи змушують засумніватися в істинності ототожнення.

### Неоднозначні доводи
Також з віршів Катулла можна отримати інформацію, яка має неоднозначне тлумачення і вживається щодо обох версій, як «за», так і «проти».

#### Вірші до Целія
Марк Целій Руф, коханець Клодії, пізніше потерпілий від неї у суді, був приятелем Катулла і обертався з ним в одних колах. «Книга Катулла Веронського» включає два вірші, де він названий за іменем.
Одне з них (№ 58) очевидно входить в цикл до Лесбії, оскільки вона там згадується, а друге (№ 77) можна включити до нього приблизно, якщо дотримуватися версії, що Катулл дізнається про те, що Целій відбив в нього кохану Лесбію-Клодію і з цієї причини відчуває ненависть. З іншого боку, воно може відноситися до будь-якої іншої теми, оскільки незрозуміло, за яку саму зраду лає Целія Катулл. Крім того, недостовірно, що Руфом, що згаданий у віршах, є саме Марк Целій Руф.
Вірш до Целія про Лесбію досить загадковий: він вочевидь відноситься до останнього етапу любовної історії Катулла, сумно-піднесений, короткий і сповнений дружніх почуттів (тобто зрада або пробачена, або ще не сталася), крім того, з нього видно, що між Целієм і Лесбією нічого немає, або ці почуття вже минулий етап. Цікавий присвійний займенник «наша» (Caeli, Lesbia nostra, Lesbia illa), яким іменує поет жінку, розповідаючи про неї другу (це довід на користь ототожнення).

#### Вірші до Цицерона
Марк Тулій Цицерон був другом Целія і вимовив на його захист промову, яка виправдала юнака, але призвела до краху репутації Клодії. До нього Катуллом написано вірш (№ 49), що також є загадковим, оскільки поет, з явною іронією, називає себе «найгіршим з усіх поетів», а Цицерона — «найкращим з адвокатів». Коментатори досі не можуть зійтися в думці, яке почуття він висловив у вірші, зверненому до Цицерона:

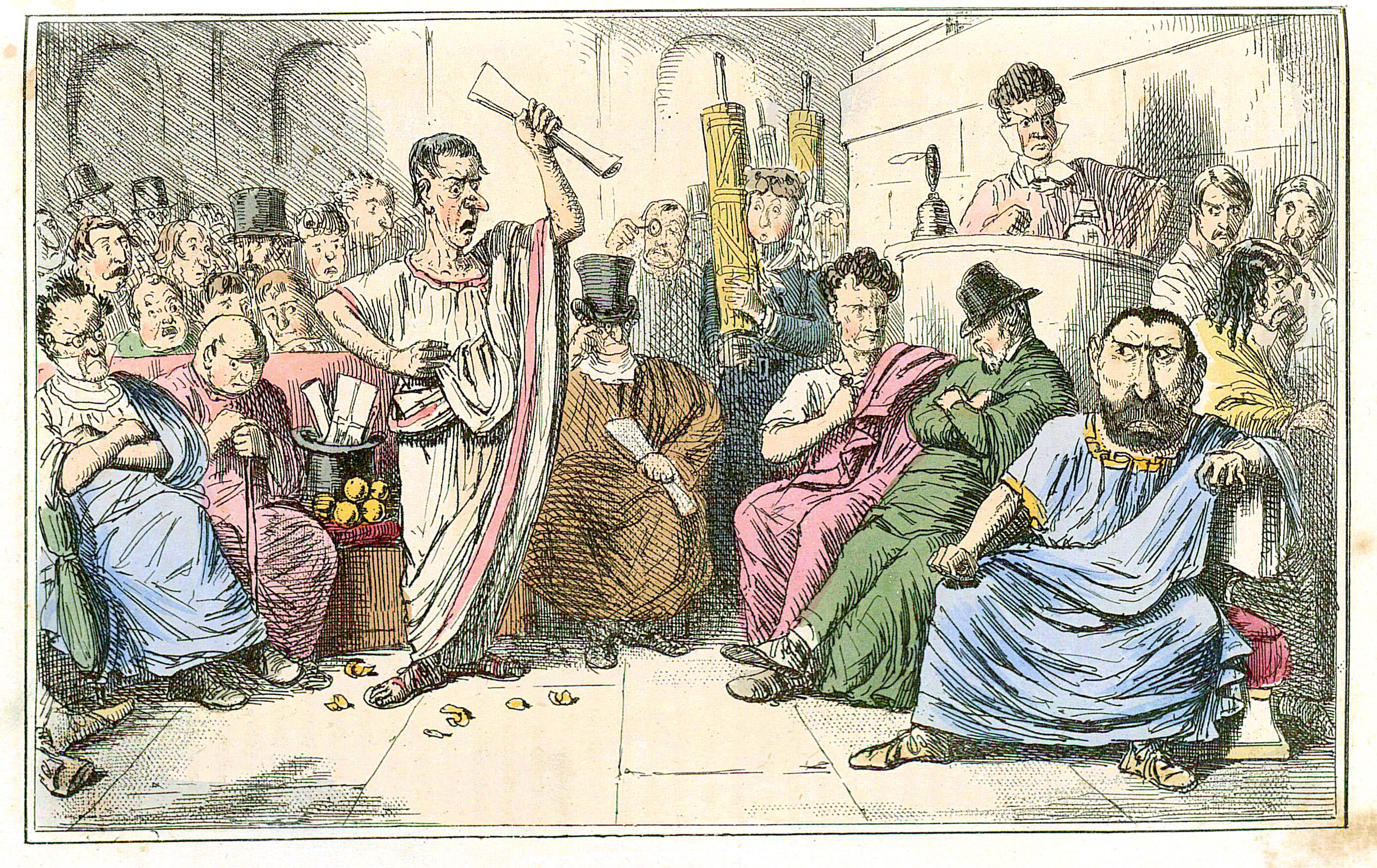
Цицерон (з «Гумористичної історії Стародавнього Риму», бл. 1850)

«Чи був цей вірш ненавмисним відгуком ураженого серця на обмірковану і тонко вибудувану кару коханої?» — запитують коментатори. Або, може бути, він [вірш] взагалі ніяк не стосувався квітневого процесу 56 року, а був лише іронічною відповіддю, викликаною нападками Цицерона на нову літературну течію, до якої примикав Катулл, як трактують деякі коментатори, не враховуючи, втім, тієї обставини, що Катулл вже не входив до неї в цей час. «Але якщо мова тут все ж таки йде про Лесбію, то що містять в собі ці рядки — одне лише злісне баламучення? Образу? Або ж у них дійсно висловилася сумна подяка Цицерону, до якого Катулл міг добре ставитися за його промову „За Целія“ проти зрадниці Клодії».

### Остаточні версії
1. Лесбія — це дійсно Клодія Пульхра Терція.
  1. Владислав Отрошенко досить сміливо припускає, що Лесбія дійсно була Клодія, але ліричним героєм звернених до неї віршів Катулла — не сам Катулл, а реальний коханець Клодії — Целій — тобто поет описував у віршах сторонню любовну історію.
2. Лесбія — це інша жінка, що носила ім'я Клодії.
  1. якась родичка Клодії Пульхри Терції, наприклад, одна з її старших сестер-тезок: Клавдія Пульхра Пріма («Перша») або Клавдія Пульхра Секунда («Друга»).
  2. існує припущення, що вона була аристократкою, а вільновідпущеницею сім'ї Клодіїв, і тому, згідно із звичаєм, носила родове ім'я[25].
3. Лесбія — це якась «гетера», що вміла складати вірші, «подруга» або «супутниця» (amicae) — високоосвічена жінка особливого статусу, схожого з положенням давньогрецьких гетер, які були чимось більшим, ніж домоправительки, що лише народжували дітей.
4. Лесбія не має під собою ніяких реальних прототипів і є збірним образом.
5. Катулл використовував один і той же псевдонім для позначення кількох своїх коханок.

## Значення лірики Катулла, зверненої до Лесбії, і сприйняття нащадками

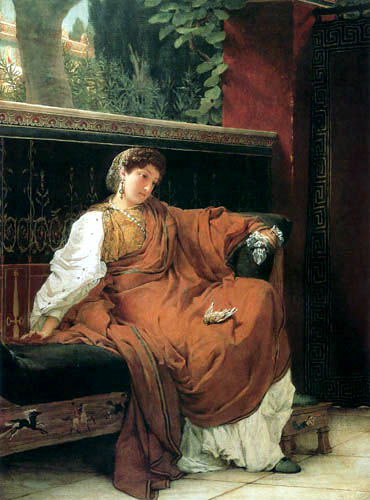
Лоуренс Альма-Тадема.
«Лесбія і мертвий горобець»

Любовна історія Катулла і Лесбії є однією з найвідоміших давньоримських романтичних історій, завдяки силі почуттів і таланту виявленими поетом. Філологи та історики не втомлюються пропонувати різні варіанти реконструкцій істинної послідовності подій «з віршованих уламків». Крім того, Лесбія стала символом жорстокої жіночності, вічним символом всеспалюючої пристрасті до жінки, а також відомою літературною загадкою.
З точки зору літератури та історії почуттів дуже важливо, що Катулл увійшов у свідомість нового часу як «відкривач романтичної, духовної любові, вперше знайшов слова для цієї, здавалося б, вродженої людської потреби» (до нього в латині навіть не було деяких слів для опису певного роду почуттів), він став винахідником почуттів».
«Його любов прагне піднятися над рівнем простого чуттєвого потягу, але для цього нового і незрозумілого ще античній людині почуття поет не має відповідних слів і образів. Він говорить про „вічний союз дружби“ (термін, запозичений із сфери міжнародних відносин), про те, що любив Лесбію „не як чернь подружку, а як батько любить дітей і зятів“, намагається розмежувати два види любові, „кохання“ (у традиційному античному сенсі, тобто чуттєве потяг) і „прихильність“. При такій новизні життєвідчуття лірика Катулла виявляється вільною від багатьох традиційних штампів, і навіть звичні мотиви любовної поезії та фольклору набувають свіже звучання і подаються в оригінальних поєднаннях. Характерно, що образ Лесбії дається лише окремими штрихами, які не утворюють цілісного малюнка: поет зайнятий головним чином собою і своїми почуттями».
Крім того, вважається, що Катулл подарував французькії, іспанськії, італійськії та португальськії мовам слово «поцілунок» — basium. Це слово було невідомо римлянам (вони вживали osculum або suavium). Принесене Катуллом з рівнин Північної Італії, воно утвердилося в латинській мові і витиснуло всі інші, а потім перейшло до романських мов.
Твори Катулла користувалися особливою славою в давнину, і в Новий час і викликали велику кількість наслідувань і переробок у галантнії ліриці Ренесансу і наступних століть — як за формою, так і за тематикою.

## В культурі

### У музиці
- Катулл і Лесбія — персонажі кантати Карла Орфа «Catulli Carmina», де розповідається по-своєму реконструйована композитором історія їхнього кохання[30].

### У поезії
- Маріо Рапісарді, Catullo e Lesbia, 1875.
- Олександр Сергійович Пушкін, «Залиш, о Лезбія, лампаду...», 1818-1819:
Залиш, о Лезбія, лампаду
 Біля ложа тихого любові.
- Володимир Соловйов, «Епіграми», 1897:
Дав вічність Лесбії своєї
 Катулл, хоч до неї поставився суворо...
 Катуллів немає у нас, гей-гей,
 Але Лесбій, батюшки, як багато!
- Осип Мандельштам робить Лесбію адресатом двох своїх віршів у своїй «Антології античної дурниці», 1912:
Вітер з високих дерев зриває жовті листя.
 Лесбія, подивися: фігових скільки листів!

— Лесбія, де ти була? — Я лежала в обіймах Морфея.
— Жінка, ти збрехала: в них я спочивав сам!
- Йосип Бродський:
Лесбія, Юлія, Цинтія, Лівія, Мікеліна.
 Бюст, причинне місце, стегна, колечка ворсу.
 Обпалена небом, м'яка в пальцях глина — 
 Плоть, яка прийняла вічність як анонімність торсу...
- Лесбія — персонаж численних віршів німецького барокового поета Гофмансвальдау

### У прозі

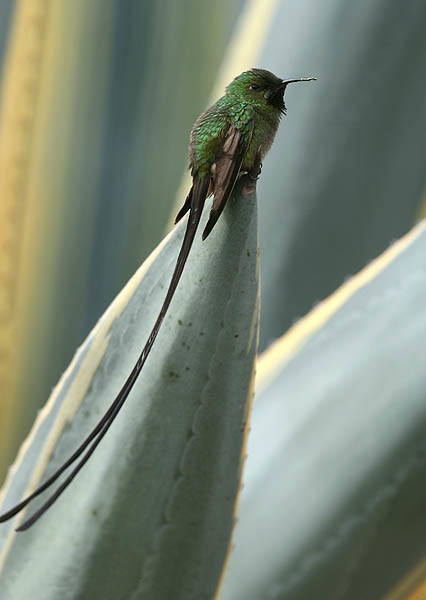
Чорнохвоста лесбія — вид колібрі

- Торнтон Уайлдер у романі «Березневі іди» про останній рік життя Цезаря дотримується версії Клодія=Лесбія і талановито і запам'ятованній манері малює картину любовного роману Катулла, зрушуючи, втім, досить сильно часові рамки: поет помер років за десять до описуваних подій.
- Franko Mimmi, Carlo Frabetti. Amanti latini, la storia di Catullo e Lesbia (2001)
- Збірка любовних оповідань «My Mistress's Sparrow is Dead» (2008), упорядник Джеффрі Євгенідіс.

### У живопису
Дві картини Альми-Тадеми, по одній — john William Godward, Дж. Р. Веджелайн, Е. Д. Пойнтер.

### У біології
На честь Лесбії названий рід колібрі — колібрі-шлейфоносці, має двох представників:
- Lesbia victoriae (чорнохвоста лесбія)
- Lesbia nuna

## Інші Лесбії
- Лесбія — повивальна бабка, персонаж комедії Теренція «Дівчина з Андроса».
- Лесбія — персонаж п'єси «Чистилище святого Патріка» Кальдерона.
- Лесбія — «домашнє» ім'я, яке використовує Роберт Грейвс у своїх історичних романах про імператора Клавдія для іменування Юлії Лівілли, сестри Калігули (можливо, щоб сучасному читачеві було зручно її відрізняти від інших численних Юлій і Лівілл в цих книгах).
- «Лесбія Брендон» — незакінчений роман Суінберна, опублікований посмертно.

## Зноски
1. ↑  Цицерон.
2. ↑  Переклад А. Содомори
3. ↑  В.Отрошенко. Таємна історія творінь. Архів оригіналу за 20 квітня 2017. Процитовано 19 квітня 2017.
4. ↑  Sidonius Apollinaris Epistulae 10.6
5. ↑  Apuleius, Apologia 10
6. ↑  Апулей сумел жениться на богатой вдове, которая до него всем отказывала, чем вызвал гнев её родственников.
7. ↑  Wiseman, T Peter: Cinna the Poet and other Roman Essays (Leicester University Press, 1974): 104
8. ↑  Катулл. Архів оригіналу за 28 листопада 2012. Процитовано 19 квітня 2017.
9. ↑  Плутарх («Цицерон», 29) пишет, что Клодию «прозвали Квадрантарией за то, что кто-то из её любовников, насыпав в кошелёк медных денег, послал ей вместо серебра».
10. ↑  Цицерон. Архів оригіналу за 11 липня 2012. Процитовано 19 квітня 2017.
11. ↑  Marilyn B. Skinner, «Clodia Metelli», TAPA 113 (1983) 281-3.
12. ↑  Ludwig Schwabe.
13. ↑  A. Baehrens 1885, B. Schmidt 1887, R. Ellis 1889.
14. ↑  E. A. Havelock, The Lyric Genius of Catullus, Oxford, 1939.
15. ↑  Fordyce 1961, Quinn 1970.
16. ↑  Scholia Reviews ns 4 (1995) 14. Архів оригіналу за 12 березня 2009. Процитовано 19 квітня 2017.
17. ↑  Див. також інші переклади цього вірша у Вікітеці.
18. ↑  Что именно входит в цикл, может оспариваться. Так, Джулия Дайсон причисляет к циклу Лесбии следующие стихи: 2, 3, 5, 7, 8, 11, 13, 36, 37, 43, 51, 58 и 60, затем 68, 70, 72, 75, 76, 79, 83, 85, 86, 87, 92, 104, 107 и 109.
19. ↑  Переклад С. В. Шервинського
20. ↑  Перевод цитируется по М.
21. ↑  Катулл. Архів оригіналу за 12 вересня 2012. Процитовано 19 квітня 2017.
22. ↑  Переклад Миколи Зерова. Архів оригіналу за 19 січня 2021. Процитовано 15 березня 2022.
23. ↑  Стихотворения барона Дельвига. Архів оригіналу за 30 квітня 2017. Процитовано 19 квітня 2017.
24. ↑  А. Архів оригіналу за 13 березня 2009. Процитовано 19 квітня 2017.
25. ↑  Schäfer E. Das Verhäitnis von Erlebnis und Kunstgestalt bei Catull.
26. ↑  Наталья Пушкарева. Архів оригіналу за 13 березня 2009. Процитовано 19 квітня 2017.
27. ↑  Михаил Гаспаров. Архів оригіналу за 12 березня 2009. Процитовано 19 квітня 2017.
28. ↑  И. Архів оригіналу за 15 травня 2017. Процитовано 19 квітня 2017.
29. ↑  Д. Архів оригіналу за 13 березня 2009. Процитовано 19 квітня 2017.
30. ↑  История зарубежной музыки. Архів оригіналу за 19 лютого 2013. Процитовано 19 квітня 2017.